# Layia glandulosa
Layia glandulosa là một loài thực vật có hoa trong họ Cúc. Loài này được (Hook.) Hook. & Arn. mô tả khoa học đầu tiên năm 1838.